# Castulo doubledayi
Castulo doubledayi är en fjärilsart som beskrevs av Newman 1856. Castulo doubledayi ingår i släktet Castulo och familjen björnspinnare. Inga underarter finns listade i Catalogue of Life.

## Bildgalleri

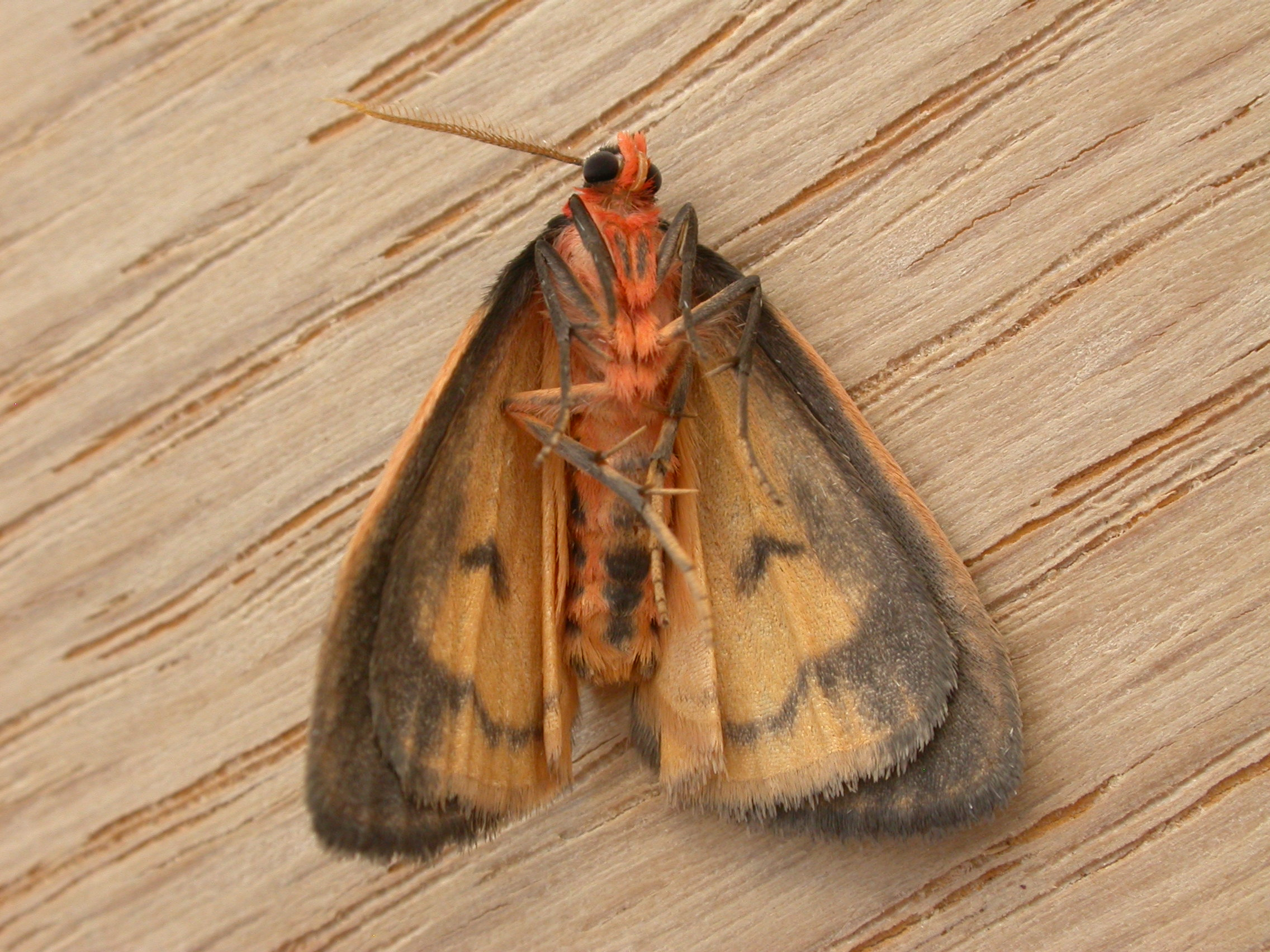
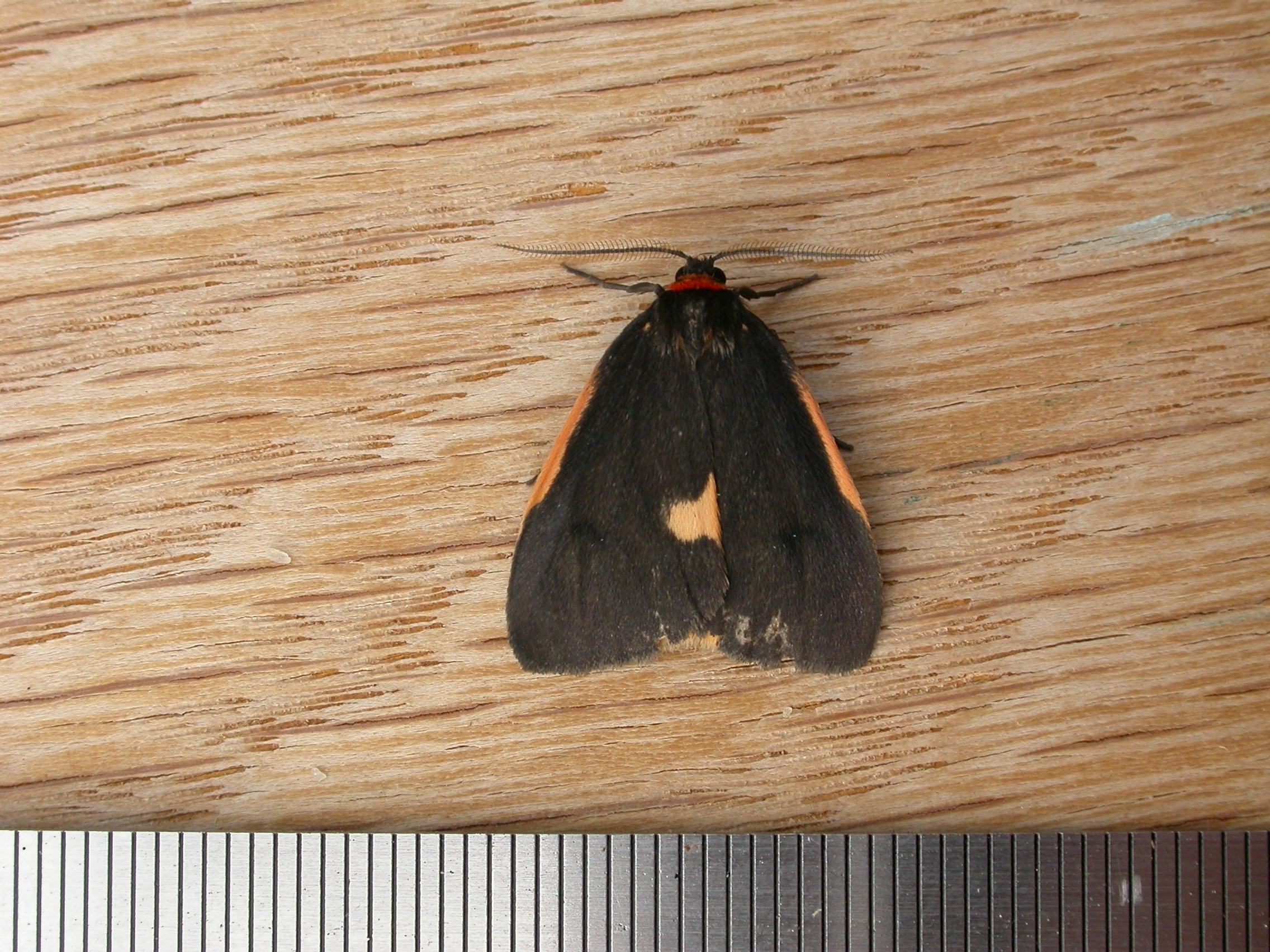
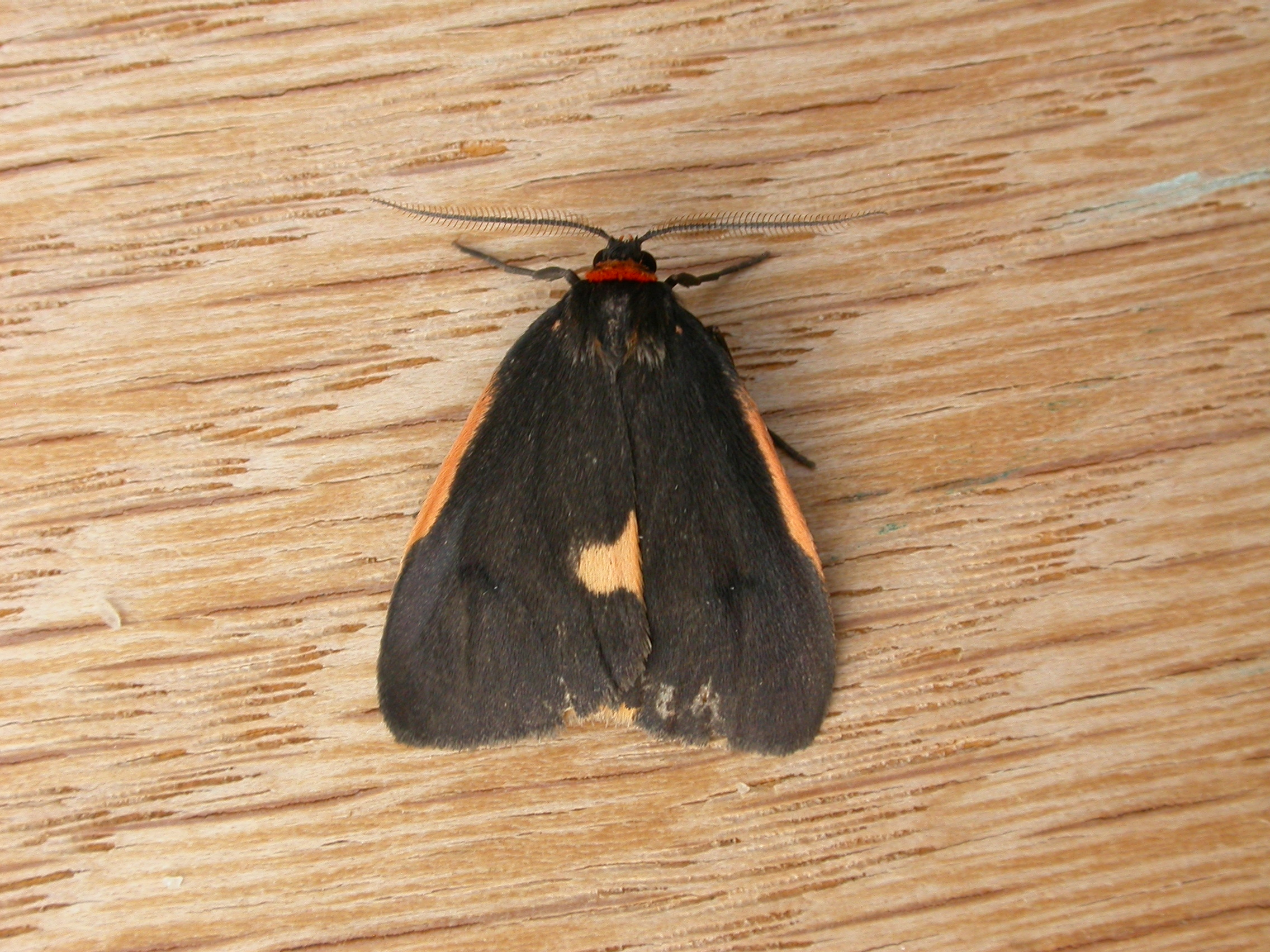
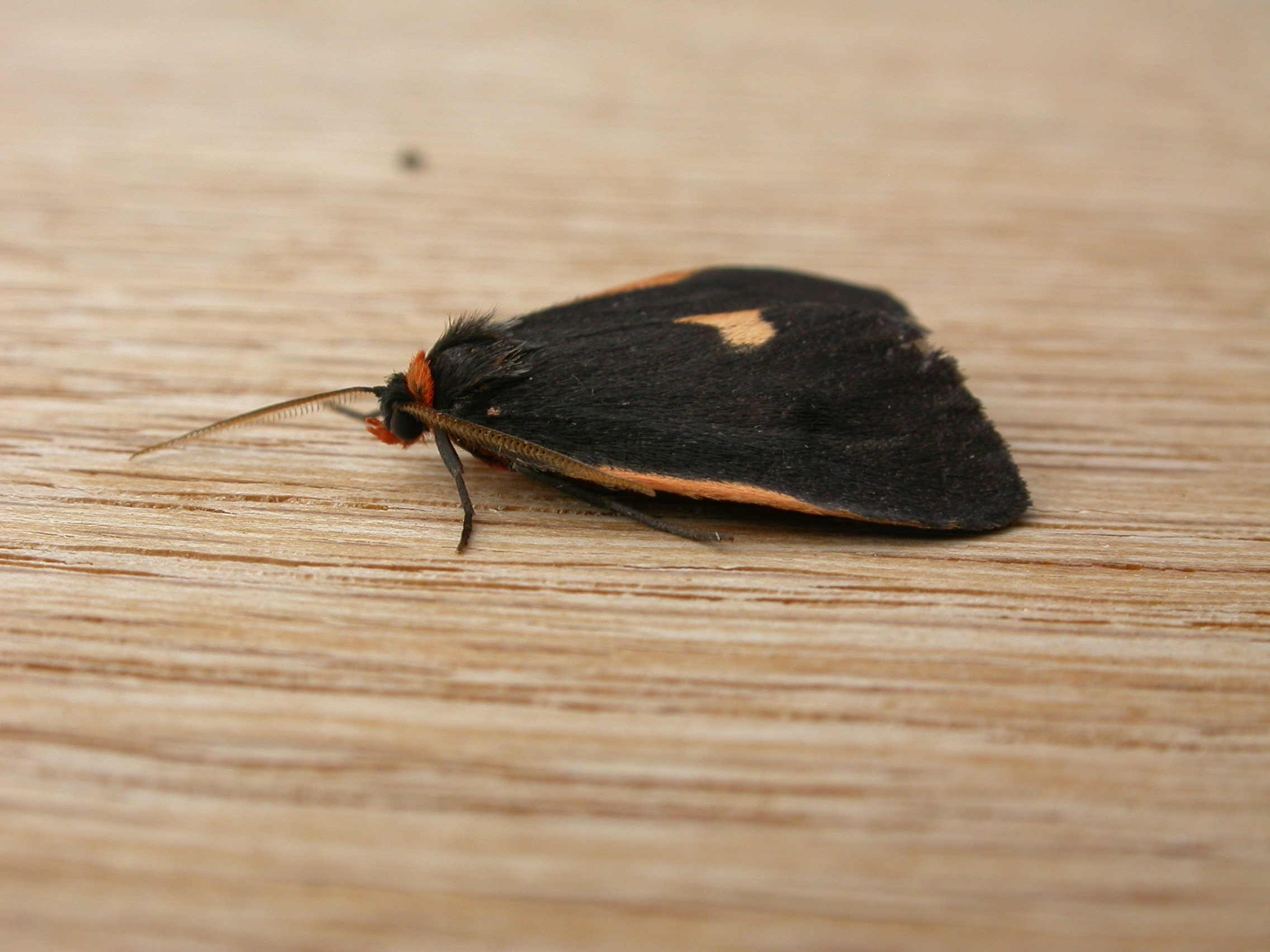